# Veldrijden in het seizoen 2014-2015
Het veldritseizoen 2014-2015 begon op 30 augustus 2014 met de QianSen Trophy Cyclocross in Peking, China en eindigde op 22 februari 2015 met de Internationale Sluitingsprijs in Oostmalle, België.

## UCI ranking

### Eindstanden
De landenrankings per categorie werden opgemaakt door optelling van de punten die behaald werden door de eerste drie geklasseerde renners van elk land. In het geval dat landen gelijk stonden in de stand, was de plaats van hun beste renner in de individuele stand beslissend.

#### Mannen
| Plaats | Renner                 | Punten |
| ------ | ---------------------- | ------ |
| 1      | Kevin Pauwels          | 1.905  |
| 2      | Wout van Aert          | 1.840  |
| 3      | Lars van der Haar      | 1.640  |
| 4      | Mathieu van der Poel   | 1.520  |
| 5      | Tom Meeusen            | 1.254  |
| 6      | Laurens Sweeck         | 1.234  |
| 7      | Klaas Vantornout       | 1.121  |
| 8      | Philipp Walsleben      | 1.091  |
| 9      | Jeremy Powers          | 1.063  |
| 10     | Michael Vanthourenhout | 893    |
| 11     | Sven Nys               | 840    |
| 12     | Corné van Kessel       | 832    |
| 13     | Francis Mourey         | 829    |
| 14     | Gianni Vermeersch      | 814    |
| 15     | David van der Poel     | 736    |
| 16     | Sascha Weber           | 686    |
| 17     | Julien Taramarcaz      | 676    |
| 18     | Marcel Meisen          | 639    |
| 19     | Clément Venturini      | 602    |
| 20     | Michael Boroš          | 593    |

| Plaats | Land                | Punten |
| ------ | ------------------- | ------ |
| 1      | België              | 4.999  |
| 2      | Nederland           | 3.992  |
| 3      | Duitsland           | 2.416  |
| 4      | Frankrijk           | 2.023  |
| 5      | Verenigde Staten    | 1.841  |
| 6      | Zwitserland         | 1.616  |
| 7      | Tsjechië            | 1.415  |
| 8      | Italië              | 1.065  |
| 9      | Verenigd Koninkrijk | 790    |
| 10     | Spanje              | 750    |
| 11     | Polen               | 619    |
| 12     | Slowakije           | 484    |
| 13     | Japan               | 446    |
| 14     | Denemarken          | 399    |
| 15     | Canada              | 392    |
| 16     | Oostenrijk          | 284    |
| 17     | Hongarije           | 265    |
| 18     | Kroatië             | 265    |
| 19     | Australië           | 260    |
| 19     | Portugal            | 260    |

| Plaats | Land                | Punten |
| ------ | ------------------- | ------ |
| 1      | België              | 3.967  |
| 2      | Nederland           | 2.210  |
| 3      | Frankrijk           | 1.142  |
| 4      | Tsjechië            | 909    |
| 5      | Verenigde Staten    | 808    |
| 6      | Italië              | 547    |
| 7      | Verenigd Koninkrijk | 394    |
| 8      | Spanje              | 301    |
| 9      | Zwitserland         | 291    |
| 10     | Japan               | 281    |
| 11     | Duitsland           | 244    |
| 12     | Denemarken          | 212    |
| 13     | Canada              | 201    |
| 14     | Oostenrijk          | 201    |
| 15     | Polen               | 200    |
| 16     | Hongarije           | 200    |
| 17     | Kroatië             | 200    |
| 17     | Portugal            | 200    |
| 19     | Australië           | 200    |
| 20     | Slowakije           | 155    |

| Plaats | Renner               | Punten |
| ------ | -------------------- | ------ |
| 1      | Eli Iserbyt          | 270    |
| 2      | Gage Hecht           | 164    |
| 3      | Johan Jacobs         | 154    |
| 4      | Max Gulickx          | 142    |
| 5      | Simon Andreassen     | 125    |
| 6      | Stefano Sala         | 114    |
| 7      | Jappe Jaspers        | 108    |
| 8      | Jakob Dorigoni       | 95     |
| 9      | Jens Dekker          | 81     |
| 10     | Gavin Haley          | 76     |
| 11     | Roel van der Stegen  | 70     |
| 12     | Eddy Finé            | 64     |
| 13     | Thijs Wolsink        | 60     |
| 14     | Giorgio Rossi        | 57     |
| 15     | Kevin Geniets        | 50     |
| 16     | Jarne Driesen        | 44     |
| 17     | Spencer Petrov       | 42     |
| 18     | Maik van der Heijden | 41     |
| 19     | Jokin Alberdi        | 40     |
| 20     | Lance Haidet         | 38     |

| Plaats | Land                | Punten |
| ------ | ------------------- | ------ |
| 1      | België              | 422    |
| 2      | Nederland           | 293    |
| 3      | Verenigde Staten    | 282    |
| 4      | Italië              | 266    |
| 5      | Zwitserland         | 189    |
| 6      | Denemarken          | 166    |
| 7      | Frankrijk           | 128    |
| 8      | Luxemburg           | 95     |
| 9      | Spanje              | 81     |
| 10     | Canada              | 72     |
| 11     | Zweden              | 71     |
| 12     | Verenigd Koninkrijk | 69     |
| 13     | Duitsland           | 67     |
| 14     | Oostenrijk          | 65     |
| 14     | Kroatië             | 65     |
| 14     | Hongarije           | 65     |
| 14     | Ierland             | 65     |
| 14     | Polen               | 65     |
| 14     | Portugal            | 65     |
| 20     | Japan               | 65     |

#### Vrouwen
| Plaats | Renster                | Punten |
| ------ | ---------------------- | ------ |
| 1      | Sanne Cant             | 2.040  |
| 2      | Kateřina Nash          | 1.520  |
| 3      | Ellen Van Loy          | 1.415  |
| 4      | Helen Wyman            | 1.334  |
| 5      | Katherine Compton      | 1.308  |
| 6      | Nikki Harris           | 1.278  |
| 7      | Sophie de Boer         | 1.182  |
| 8      | Lucie Chainel-Lefèvre  | 1.160  |
| 9      | Pauline Ferrand-Prévot | 1.110  |
| 10     | Marianne Vos           | 1.016  |
| 11     | Caroline Mani          | 906    |
| 12     | Eva Lechner            | 863    |
| 13     | Sabrina Stultiens      | 833    |
| 14     | Pavla Havlíková        | 727    |
| 15     | Kaitlin Keough         | 721    |
| 16     | Jolie Verschueren      | 694    |
| 17     | Rachell Lloyd          | 628    |
| 18     | Sanne van Paassen      | 616    |
| 19     | Christine Majerus      | 576    |
| 20     | Martina Mikulášková    | 573    |

| Plaats | Land                | Punten |
| ------ | ------------------- | ------ |
| 1      | België              | 4.149  |
| 2      | Frankrijk           | 3.176  |
| 3      | Nederland           | 3.031  |
| 4      | Verenigd Koninkrijk | 3.003  |
| 5      | Tsjechië            | 2.820  |
| 6      | Verenigde Staten    | 2.657  |
| 7      | Italië              | 1.690  |
| 8      | Zwitserland         | 812    |
| 9      | Canada              | 807    |
| 10     | Luxemburg           | 742    |
| 11     | Duitsland           | 659    |
| 12     | Spanje              | 639    |
| 13     | Zweden              | 498    |
| 14     | Oostenrijk          | 412    |
| 15     | Japan               | 373    |
| 16     | Australië           | 294    |
| 17     | Denemarken          | 291    |
| 18     | Slowakije           | 286    |
| 19     | Polen               | 236    |
| 20     | Portugal            | 208    |

Ranking per het einde van het seizoen.

## Kalender
De wereldbeker wordt weergegeven in vetgedrukte tekst, de belangrijkste regelmatigheidscriteriums in cursief gedrukte tekst.
Voor de wedstrijdcategorieën, zie UCI-wedstrijdcategorieën.

### Augustus
| Datum | Cross                                               | Cat. | Winnaar mannen | Winnaar vrouwen |
| ----- | --------------------------------------------------- | ---- | -------------- | --------------- |
| 30    | QianSen Trophy Cyclocross - Yanqing Station, Peking | C1   | Thijs Al       | Ellen Van Loy   |

### September
| Datum | Cross                                            | Cat. | Winnaar mannen   | Winnaar vrouwen   |
| ----- | ------------------------------------------------ | ---- | ---------------- | ----------------- |
| 6     | Nittany Lion Cross #1, Breinigsville             | C2   | Jacob Lasley     | Gabriella Durrin  |
| 7     | Nittany Lion Cross #2, Breinigsville             | C2   | Stephen Hyde     | Laura Van Gilder  |
| 10    | Clif Bar CrossVegas, Las Vegas                   | C1   | Sven Nys         | Meredith Miller   |
| 13    | US Open of Cyclo-cross, Boulder                  | C2   | Jeremy Powers    | Katherine Compton |
| 14    | Supercross Baden (EKZ CrossTour), Baden          | C1   | Francis Mourey   | Eva Lechner       |
| 14    | Boulder Cup, Boulder                             | C1   | Jeremy Powers    | Katherine Compton |
| 20    | Trek CXC Cup #1, Waterloo                        | C1   | Jeremy Powers    | Katherine Compton |
| 20    | Charm City Cross #1, Baltimore                   | C2   | Cameron Dodge    | Helen Wyman       |
| 21    | Steenbergcross, Erpe-Mere                        | C2   | Klaas Vantornout |                   |
| 21    | Trek CXC Cup #2, Waterloo                        | C2   | Jeremy Powers    | Katherine Compton |
| 21    | Charm City Cross #2, Baltimore                   | C2   | Stephen Hyde     | Helen Wyman       |
| 27    | Cross Lostice (TOI TOI Cup), Lostice             | C2   | Michael Boroš    |                   |
| 27    | Grote Prijs Neerpelt (Soudal Classics), Neerpelt | C2   | Sven Nys         | Sanne Cant        |
| 27    | Cross Gloucester (Verge NECXS #1) , Gloucester   | C2   | Jeremy Powers    | Helen Wyman       |
| 28    | Radcross Illnau, Illnau-Effretikon               | C2   | Tim Merlier      | Marlène Petit     |
| 28    | Cross Gloucester (Verge NECXS #2) Gloucester     | C2   | Jeremy Powers    | Caroline Mani     |

### Oktober
| Datum | Cross                                                 | Cat. | Winnaar mannen         | Winnaar vrouwen     |
| ----- | ----------------------------------------------------- | ---- | ---------------------- | ------------------- |
| 4     | Cross Louny (TOI TOI Cup), Louny                      | C2   | Jakub Skála            |                     |
| 4     | CX Marikovská Dolina, Udiča-Prostné                   | C2   | Martin Haring          |                     |
| 4     | Providence CX Festival #1, Providence                 | C1   | Jeremy Powers          | Katherine Compton   |
| 5     | CX Finance Centrum, Udiča-Prostné                     | C2   | Matej Lasák            |                     |
| 5     | Cross Dielsdorf (EKZ CrossTour), Dielsdorf            | C1   | Francis Mourey         | Eva Lechner         |
| 5     | Cyclocross Gieten (Superprestige), Gieten             | C1   | Mathieu van der Poel   | Sanne Cant          |
| 5     | Providence CX Festival #2, Providence                 | C2   | Stephen Hyde           | Katherine Compton   |
| 11    | Cross Uničov (TOI TOI Cup) , Uničov                   | C2   | Michael Boroš          |                     |
| 11    | Grote Prijs van Brabant                               | C2   | Lars van der Haar      | Helen Wyman         |
| 11    | Ellison Park CX Festival #1 , Rochester               | C1   | Jeremy Powers          | Caroline Mani       |
| 12    | GP Mario De Clerc (Bpost bank trofee), Ronse          | C1   | Sven Nys               | Sophie de Boer      |
| 12    | Cyclocross Shrewsbury (National Trophy), Shrewsbury   | C2   | Ian Field              |                     |
| 12    | Cyclocross Besancon (Coupe de France), Besançon       | C2   | Francis Mourey         | Marlène Petit       |
| 12    | Kronborg Cyclocross                                   | C2   | Ole Quast              | Ida Jansson         |
| 12    | GP-5-Sterne-Region, Beromünster                       | C2   | Bryan Falaschi         | Elena Valentini     |
| 12    | Ellison Park CX Festival #2, Rochester                | C2   | Daniel Summerhill      | Caroline Mani       |
| 16    | Kermiscross, Ardooie                                  | C2   | Michael Vanthourenhout |                     |
| 18    | HPCX #1, Jamesburg                                    | C2   | Cameron Dodge          | Laura Van Gilder    |
| 19    | Cauberg Cyclocross (Wereldbeker), Valkenburg          | CDM  | Lars van der Haar      | Katherine Compton   |
| 19    | HPCX #2, Jamesburg                                    | C2   | Cameron Dodge          | Cassandra Maximenko |
| 21    | Kiremko Nacht van Woerden                             | C2   | Thijs van Amerongen    | Ellen Van Loy       |
| 25    | Gateway Cross Cup #1, Saint-Louis                     | C2   | Jamey Driscoll         | Erica Zaveta        |
| 25    | Cyclocross Cup Rhein-Neckar, Mannheim                 | C2   | Tim Merlier            |                     |
| 26    | Cyclo-cross de Karrantza, Karrantza                   | C2   | Aitor Hernández        |                     |
| 26    | Internationales Radquer Steinmaur, Steinmaur          | C2   | Francis Mourey         |                     |
| 26    | Cyclocross Southampton (National Trophy), Southampton | C2   | Ian Field              | Adela Carter        |
| 26    | Gateway Cross Cup #2, Saint-Louis                     | C2   | Brian Matter           | Sunny Gilbert       |
| 26    | Manitoba GP of Cyclocross, Winnipeg                   | C2   | Geoff Kabush           | Catharine Pendrel   |
| 26    | Cross Fiuggi (Giro d'Italia Ciclocross #1) Fiuggi     | C2   | Gioele Bertolini       | Alice Maria Arzuffi |
| 26    | Grand-Prix de la Commune de Contern, Contern          | C2   | Thijs van Amerongen    |                     |
| 31    | Cincy3 Harbin Park, Fairfield                         | C2   | Daniel Summerhill      | Kateřina Nash       |

### November
| Datum | Cross                                                           | Cat. | Winnaar mannen        | Winnaar vrouwen       |
| ----- | --------------------------------------------------------------- | ---- | --------------------- | --------------------- |
| 1     | Koppenbergcross (Bpost bank trofee), Oudenaarde                 | C1   | Wout van Aert         | Sophie de Boer        |
| 1     | Cincy3 Kings CX After Dark, Mason                               | C1   | Jeremy Powers         | Kateřina Nash         |
| 1     | Cross Hlinsko (TOI TOI Cup) , Hlinsko                           | C2   | Jakub Skála           |                       |
| 1     | Cyclo-cross international de Marle, Marle                       | C2   | Clément Venturini     |                       |
| 1     | Cross Northampton (Verge NECXS #3) , Northampton                | C2   | Stephen Hyde          | Gabriella Durrin      |
| 2     | Cyclocross Zonhoven (Superprestige), Zonhoven                   | C1   | Kevin Pauwels         | Sanne Cant            |
| 2     | Cyclocross Hittnau (EKZ CrossTour), Hittnau                     | C1   | Clément Venturini     | Sina Frei             |
| 8     | Pan-Amerikaanse kampioenschappen veldrijden, Devou Park         | CC   |                       | Katherine Compton     |
| 2     | Cross Northampton (Verge NECXS #4) , Northampton                | C2   | Jerome Townsend       | Cassandra Maximenko   |
| 2     | Cincy3 Darkhorse, Covington                                     | C2   | Jamey Driscoll        |                       |
| 2     | Cross Portoferraio (Giro d'Italia Ciclocross #2) , Portoferraio | C2   | Gioele Bertolini      | Chiara Teocchi        |
| 8     | Europese kampioenschappen veldrijden, Lorsch                    | CC   |                       | Sanne Cant            |
| 8     | GGEW City Cross Cup #1, Lorsch                                  | C1   | Dieter Vanthourenhout |                       |
| 8     | Derby City Cup #1 , Louisville                                  | C1   | Daniel Summerhill     | Kateřina Nash         |
| 8     | Val d'Ille Intermarché Cyclo-cross Tour, La Mézière             | C2   | Francis Mourey        |                       |
| 9     | Cyclocross Ruddervoorde (Superprestige), Ruddervoorde           | C1   | Tom Meeusen           | Sanne Cant            |
| 9     | Cyclo-cross de Primel, Plougasnou                               | C2   | Enrico Franzoi        | Lucie Chainel-Lefèvre |
| 9     | GGEW City Cross Cup #2, Lorsch                                  | C2   | Sascha Weber          |                       |
| 9     | Derby City Cup #2 , Louisville                                  | C2   | Daniel Summerhill     | Kateřina Nash         |
| 11    | Jaarmarktcross Niel (Soudal Classics), Niel                     | C2   | Sven Nys              | Sanne Cant            |
| 11    | Cyclocross de Quelneuc, Quelneuc                                | C2   | Francis Mourey        | Lucie Chainel-Lefèvre |
| 14    | Jingle Cross #1, Iowa City                                      | C2   | Ben Berden            | Kateřina Nash         |
| 15    | Jingle Cross #2, Iowa City                                      | C1   | Jeremy Powers         | Kateřina Nash         |
| 15    | Cross Holé Vrchy (TOI TOI Cup) , Holé Vrchy                     | C2   | Vojtěch Nipl          |                       |
| 16    | Cyclocross Gavere (Superprestige), Gavere                       | C1   | Klaas Vantornout      | Sanne Cant            |
| 16    | Cross Sisteron (Coupe de France), Sisteron                      | C2   | Clément Venturini     | Lucie Chainel-Lefèvre |
| 16    | Flückiger Cross Madiswil                                        | C2   | Arnaud Grand          |                       |
| 16    | Cyclocross Durham (National Trophy), South Shields              | C2   | Alex Paton            |                       |
| 16    | Jingle Cross #3, Iowa City                                      | C2   | Jamey Driscoll        | Courtenay McFadden    |
| 22    | Duinencross (Wereldbeker),                                      | CDM  | Wout van Aert         | Sanne Cant            |
| 22    | Supercross Cup #1, Stony Point                                  | C2   | Cameron Dodge         | Arley Kemmerer        |
| 22    | CXLA Weekend #1, Los Angeles                                    | C2   | Jamey Driscoll        | Kateřina Nash         |
| 23    | GP Région Wallonne (Superprestige), Francorchamps               | C2   | Kevin Pauwels         | Nikki Harris          |
| 23    | Schlosscross, Rheinfelden                                       | C2   | Marcel Wildhaber      | Elena Valentini       |
| 23    | Kansai Cyclocross, Takashima                                    | C2   | Gioele Bertolini      | Alice Maria Arzuffi   |
| 23    | Supercross Cup #2, Stony Point                                  | C2   | Kerry Werner          | Arley Kemmerer        |
| 23    | CXLA Weekend #2, Los Angeles                                    | C2   | Jamey Driscoll        | Kateřina Nash         |
| 29    | Cross Milton Keynes (Wereldbeker), Milton Keynes                | CDM  | Kevin Pauwels         | Sanne Cant            |
| 29    | Cross Sterling (Verge NECXS #5) , Sterling                      | C2   | Curtis White          | Ellen Noble           |
| 29    | Cyclo-cross International Podbrezova, Podbrezová                | C2   | Vincent Baestaens     |                       |
| 29    | Shinshu Cyclocross #1, Nobeyama                                 | C2   | Gioele Bertolini      | Alice Maria Arzuffi   |
| 30    | Flandriencross (Bpost bank trofee), Hamme-Zogge                 | C1   | Wout van Aert         | Sanne Cant            |
| 30    | Tage des Querfeldeinsports, Ternitz                             | C2   | Vincent Baestaens     |                       |
| 30    | Cross Milton Keynes (National Trophy), Milton Keynes            | C2   | Marcel Wildhaber      | Katherine Compton     |
| 30    | Cross Sterling (Verge NECXS #5) , Sterling                      | C2   | Kerry Werner          | Ellen Noble           |
| 30    | Shinshu Cyclocross #2, Nobeyama                                 | C2   | Gioele Bertolini      | Alice Maria Arzuffi   |

### December
| Datum | Cross                                                              | Cat. | Winnaar mannen       | Winnaar vrouwen        |
| ----- | ------------------------------------------------------------------ | ---- | -------------------- | ---------------------- |
| 6     | GP van Hasselt (Bpost bank trofee), Hasselt                        | C1   | Kevin Pauwels        | Sanne Cant             |
| 6     | Waves for Water Cyclo-cross Collaboration #1, Tacoma               | C1   | Jamey Driscoll       | Rachel Lloyd           |
| 6     | Cyclocross Kolin (TOI TOI Cup) , Kolin                             | C2   | Jakub Skála          |                        |
| 6     | Cross Warwick (Verge NECXS #7) , Warwick                           | C2   | Curtis White         | Crystal Anthony        |
| 7     | Druivencross, Overijse                                             | C1   | Tom Meeusen          | Sanne Cant             |
| 7     | Cyclocross International Sion-Valais, Sion                         | C2   | Clément Venturini    |                        |
| 7     | Waves for Water Cyclo-cross Collaboration #2, Tacoma               | C2   | Ben Berden           | Rachel Lloyd           |
| 7     | Cross Warwick (Verge NECXS #8) , Warwick                           | C2   | Curtis White         | Ellen Noble            |
| 7     | Cross Rossano Veneto (Giro d'Italia Ciclocross #3), Rossano Veneto | C2   | Vincent Baestaens    | Eva Lechner            |
| 8     | Cyclocross del Ponte, Fae' Di Oderzo                               | C2   | Vincent Baestaens    | Eva Lechner            |
| 13    | Scheldecross (Soudal Classics), Antwerpen                          | C1   | Mathieu van der Poel | Sanne Cant             |
| 13    | Cyclocross Milovice (TOI TOI Cup) , Milovice                       | C2   | Michael Boroš        |                        |
| 13    | North Carolina GP #1, Hendersonville                               | C2   | Kerry Werner         | Beth Ann Orton         |
| 14    | Cyclocross Eschenbach (EKZ CrossTour), Eschenbach                  | C1   | Sascha Weber         | Lucie Chainel-Lefèvre  |
| 14    | Zilvermeercross, Mol                                               | C2   | Wout van Aert        | Sabrina Stultiens      |
| 14    | Cyclocross Bradford (National Trophy), Bradford                    | C2   | Ian Field            |                        |
| 14    | Cyclocross Lanarvily (Coupe de France), Lanarvily                  | C2   | Francis Mourey       | Pauline Ferrand-Prévot |
| 14    | North Carolina GP #2, Hendersonville                               | C2   | Kerry Werner         | Beth Ann Orton         |
| 14    | Cyclo-cross Ciudad de Valencia, Valencia                           | C2   | Aitor Hernández      |                        |
| 14    | Cross Padoue (Giro d'Italia Ciclocross #4), Padoue                 | C2   | Marco Fontana        | Chiara Teocchi         |
| 17    | Waaslandcross, Sint-Niklaas                                        | C2   | Mathieu van der Poel | Sanne Cant             |
| 20    | GP Rouwmoer (Bpost bank trofee), Essen                             | C1   | Wout van Aert        | Sophie de Boer         |
| 21    | Citadelcross (Wereldbeker), Namen                                  | CDM  | Kevin Pauwels        | Kateřina Nash          |
| 26    | GP Eric De Vlaeminck (Wereldbeker), Heusden-Zolder                 | CDM  | Lars van der Haar    | Marianne Vos           |
| 26    | Internationales Radquer Dagmersellen, Dagmersellen                 | C2   | Francis Mourey       | Juliette Labous        |
| 26    | Grand Prix GEBA, Differdange                                       | C2   | Vincent Baestaens    |                        |
| 27    | Silvestercyclocross, Bredene                                       | C2   | Wout van Aert        |                        |
| 28    | Cyclocross Diegem (Superprestige), Diegem                          | C1   | Mathieu van der Poel | Marianne Vos           |
| 30    | Azencross (Bpost bank trofee), Loenhout                            | C1   | Wout van Aert        | Kateřina Nash          |

### Januari
| Datum | Cross                                            | Cat. | Winnaar mannen       | Winnaar vrouwen       |
| ----- | ------------------------------------------------ | ---- | -------------------- | --------------------- |
| 1     | GP Sven Nys (Bpost bank trofee), Baal            | C1   | Wout van Aert        | Kateřina Nash         |
| 1     | GP Hotel Threeland, Pétange                      | C2   | David van der Poel   |                       |
| 2     | Radquer Bussnang, Bussnang                       | C1   | David van der Poel   | Sina Frei             |
| 2     | Centrumcross, Surhuisterveen                     | C2   | Lars van der Haar    | Marianne Vos          |
| 3     | Cyclocross de la Solidarité, Lutterbach          | C2   | Fabien Canal         |                       |
| 3     | Resolution 'Cross Cup #1, Dallas                 | C2   | Zach McDonald        | Crystal Anthony       |
| 3     | Kingsport Cyclo-cross Cup, Kingsport             | C2   | Travis Livermon      | Allison Arensman      |
| 4     | Cyclocross Leuven (Soudal Classics), Leuven      | C1   | Mathieu van der Poel | Sabrina Stultiens     |
| 4     | Cross Derby (National Trophy), Derby             | C2   | Grant Ferguson       |                       |
| 4     | Resolution 'Cross Cup #2, Dallas                 | C2   | Zach McDonald        | Ellen Noble           |
| 6     | Cross Rome (Giro d'Italia Ciclocross#5), Rome    | C1   | Marco Fontana        | Eva Lechner           |
| 12    | Weversmisdagcross, Otegem                        | C2   | Kevin Pauwels        | Sanne Cant            |
| 17    | Kasteelcross, Zonnebeke                          | C2   | Wout van Aert        |                       |
| 17    | Gran Premio Mamma E Papa Guerciotti AM, Milan    | C2   | Stan Godrie          | Alice Maria Arzuffi   |
| 18    | Cyclocross Nommay, Nommay                        | C2   | Francis Mourey       | Lucie Chainel-Lefèvre |
| 18    | Grand Prix Möbel Alvisse, Leudelange             | C2   | Joeri Adams          |                       |
| 24    | International Cyclo-cross Rucphen, Rucphen       | C2   | Lars van der Haar    | Nikki Harris          |
| 25    | GP Adrie van der Poel (Wereldbeker), Hoogerheide | CDM  | Mathieu van der Poel | Eva Lechner           |

### Februari
| Datum | Cross                                               | Cat. | Winnaar mannen       | Winnaar vrouwen        |
| ----- | --------------------------------------------------- | ---- | -------------------- | ---------------------- |
| 1     | Wereldkampioenschappen veldrijden, Tábor            | CM   | Mathieu van der Poel | Pauline Ferrand-Prévot |
| 4     | Parkcross, Maldegem                                 | C2   | Kevin Pauwels        | Sanne Cant             |
| 7     | Krawatencross (Bpost bank trofee), Lille            | C1   | Mathieu van der Poel | Sanne Cant             |
| 8     | Vlaamse Aardbeiencross (Superprestige), Hoogstraten | C1   | Mathieu van der Poel | Sanne Cant             |
| 14    | Noordzeecross (Superprestige), Middelkerke          | C1   | Kevin Pauwels        | Sanne Cant             |
| 15    | Grote Prijs Stad Eeklo, Eeklo                       | C2   | Wout van Aert        | Sanne Cant             |
| 21    | Cyclocross Heerlen, Heerlen                         | C1   | Mathieu van der Poel | Sanne Cant             |
| 22    | Internationale Sluitingsprijs, Oostmalle            | C1   | Wout van Aert        | Sanne Cant             |

## Kampioenen
| Land                                 | Datum              | Winnaar mannen       | Winnaar vrouwen        |
| ------------------------------------ | ------------------ | -------------------- | ---------------------- |
| Wereld ( Tabor)                      | 1 februari 2015    | Mathieu van der Poel | Pauline Ferrand-Prévot |
| Europa ( Lorsch)                     | 8 november 2014    |                      | Sanne Cant             |
| Pan-Amerikaans kampioen ( Covington) | 2 november 2014    |                      | Katherine Compton      |
|                                      |                    |                      |                        |
| Australië                            | 2 augustus 2014    | Chris Jongewaard     | Lisa Jacobs            |
| België                               | 10-11 januari 2015 | Klaas Vantornout     | Sanne Cant             |
| Canada                               | 25 oktober 2014    | Mike Garrigan        | Catharine Pendrel      |
| Denemarken                           | 10-11 januari 2015 | Benjamin Justesen    | Annika Langvad         |
| Duitsland                            | 10-11 januari 2015 | Marcel Meisen        | Jessica Lambracht      |
| Finland                              |                    | Olli Miettinen       | Suvi Lavonen           |
| Frankrijk                            | 10-11 januari 2015 | Clément Lhotellerie  | Pauline Ferrand-Prévot |
| Groot-Brittannië                     | 10-11 januari 2015 | Ian Field            | Helen Wyman            |
| Hongarije                            | 10-11 januari 2015 | Gábor Fejes          | Barbara Benko          |
| Ierland                              | 11 januari 2015    | David Montgomery     | Francine Meehan        |
| Italië                               | 10-11 januari 2015 | Marco Fontana        | Eva Lechner            |
| Japan                                | 14 december 2014   | Yu Takenouchi        | Ayako Toyooka          |
| Kroatië                              |                    | Filip Turk           | Gloria Musa            |
| Luxemburg                            | 10-11 januari 2015 | Christian Helmig     | Christine Majerus      |
| Nederland                            | 10-11 januari 2015 | Mathieu van der Poel | Marianne Vos           |
| Oostenrijk                           | 11 januari 2015    | Alexander Gehbauer   | Nadja Heigl            |
| Polen                                | 10-11 januari 2015 | Marek Konwa          | Olga Wasiuk            |
| Portugal                             | 11 januari 2015    | Mário Miranda Costa  | Isabel Caetano         |
| Slowakije                            | 13 december 2014   | Martin Haring        | Janka Keseg Števková   |
| Spanje                               | 10-11 januari 2015 | Aitor Hernández      | Rocío Gamonal          |
| Tsjechië                             | 15 januari 2015    | Adam Ťoupalík        | Kateřina Nash          |
| Verenigde Staten                     | 12 januari 2015    | Jeremy Powers        | Katherine Compton      |
| Zweden                               | 15 november 2014   | Fredrik Edin         | Ida Jansson            |
| Zwitserland                          | 10-11 januari 2015 | Julien Taramarcaz    | Sina Frei              |

1982-1983 · 
1983-1984 · 
1984-1985 · 
1985-1986 · 
1986-1987 · 
1987-1988 · 
1988-1989 · 
1989-1990 · 
1990-1991 · 
1991-1992 · 
1992-1993 · 
1993-1994 · 
1994-1995 · 
1995-1996 · 
1996-1997 · 
1997-1998 · 
1998-1999 · 
1999-2000 · 
2000-2001 · 
2001-2002 · 
2002-2003 · 
2003-2004 · 
2004-2005 · 
2005-2006 · 
2006-2007 · 
2007-2008 · 
2008-2009 · 
2009-2010 · 
2010-2011 · 
2011-2012 · 
2012-2013 · 
2013-2014 · 
2014-2015 · 
2015-2016 · 
2016-2017 · 
2017-2018 · 
2018-2019 · 
2019-2020 · 
2020-2021 · 
2021-2022 · 
2022-2023 ·
2023-2024 ·
2024-2025
Kampioenschappen:  Wereldkampioenschappen · 
 Europese kampioenschappen · 
 Belgische kampioenschappen · 
 Nederlandse kampioenschappen
Klassementen:  Wereldbeker · 
 Superprestige · 
 Bpost bank trofee · 
 EKZ CrossTour · 
 TOI TOI Cup ·
 Coupe de France ·
 National Trophy Series ·
 Giro d'Italia Ciclocross
Overig:  Soudal Classics